# Fougères
Fougères (bretonsky Felger, v jazyce gallo Foujerr) je francouzské město v departementu Ille-et-Vilaine v regionu Bretaň. V roce 2022 zde žilo 20 602 obyvatel. Je centrem arrondissementu Fougères-Vitré.

## Vývoj počtu obyvatel
Počet obyvatel